# Yttersjön, Hälsingland
Yttersjön är en sjö i Söderhamns kommun i Hälsingland och ingår i Skärjåns huvudavrinningsområde. Sjön har en area på 0,103 kvadratkilometer och ligger 94,2 meter över havet. Sjön avvattnas av vattendraget Skärjån (Tönsån).

## Delavrinningsområde
Yttersjön ingår i det delavrinningsområde (677618-154971) som SMHI kallar för Utloppet av Yttersjön. Medelhöjden är 113 meter över havet och ytan är 2,13 kvadratkilometer. Räknas de 23 avrinningsområdena uppströms in blir den ackumulerade arean 91,93 kvadratkilometer. Avrinningsområdets utflöde Skärjån (Tönsån) mynnar i havet. Avrinningsområdet består mestadels av skog (94 procent). Avrinningsområdet har 0,1 kvadratkilometer vattenytor vilket ger det en sjöprocent på 4,6 procent.